# Péninsule de Tautuku
Pour les articles homonymes, voir Tautuku.
La péninsule de Tautuku est une péninsule de la région des Catlins de Nouvelle-Zélande au sud de l'île du Sud.
La baie de Tautuku est située au nord de cette péninsule.